# Manuel Youshimatz
José Manuel Youshimatz Sotomayor (né le 10 mai 1962 à Puebla) est un coureur cycliste mexicain. Spécialisé dans la course aux points et la poursuite sur piste, il a participé trois fois aux Jeux olympiques, obtenant notamment la médaille de bronze de la course aux points aux Jeux de 1984.

## Palmarès sur piste

### Jeux olympiques
- Los Angeles 1984
  -  Médaillé de bronze de la course aux points
- Séoul 1988
  - 9e de la course aux points
- Barcelone 1992
  - 14e de la course aux points

### Championnats du monde
- 1980
  -  Médaillé de bronze de la course aux points juniors

### Championnats panaméricains
- Medellín 1981
  -  Médaillé de bronze de la poursuite par équipes
- Medellín 1988
  -  Médaillé d'argent de la course aux points
- Duitama 1990
  -  Médaillé d'argent de la poursuite individuelle

### Jeux panaméricains
- Indianapolis 1987
  -  Médaillé d'argent de la course aux points

### Jeux d'Amérique centrale et des Caraïbes
- 1986
  -  Médaillé d'argent de la course aux points
- 1993
  -  Médaillé de bronze de la poursuite par équipes

## Palmarès sur route
- 1985
  - Manhattan Beach Grand Prix